# Barbara Kendall
Barbara Anne Kendall (Papakura, 30 de agosto de 1967) es una deportista neozelandesa que compitió en vela en las clases Lechner A-390, Mistral y RS:X. Su hermano Bruce compitió en el mismo deporte.
Participó en cinco Juegos Olímpicos de Verano, obteniendo en total tres medallas, oro en Barcelona 1992 (Lechner A-390), plata en Atlanta 1996 (Mistral) y bronce en Sídney 2000 (Mistral), el quinto lugar en Atenas 2004 (Mistral) y el sexto en Pekín 2008 (RS:X).
Ganó seis medallas en el Campeonato Mundial de Mistral entre los años 1997 y 2004. También obtuvo dos medallas de plata en el Campeonato Mundial de RS:X, en los años 2007 y 2008.

## Palmarés internacional
| Juegos Olímpicos | Juegos Olímpicos   | Juegos Olímpicos | Juegos Olímpicos |
| Año              | Lugar              | Medalla          | Clase            |
| ---------------- | ------------------ | ---------------- | ---------------- |
| 1992             | Barcelona (España) | Medalla de oro   | Lechner A-390    |

| Juegos Olímpicos   | Juegos Olímpicos         | Juegos Olímpicos  | Juegos Olímpicos |
| Año                | Lugar                    | Medalla           | Clase            |
| ------------------ | ------------------------ | ----------------- | ---------------- |
| 1996               | Atlanta (Estados Unidos) | Medalla de plata  | Mistral          |
| 2000               | Sídney (Australia)       | Medalla de bronce | Mistral          |
| Campeonato Mundial |                          |                   |                  |
| Año                | Lugar                    | Medalla           | Clase            |
| 1997               | Perth (Australia)        | Medalla de bronce | Mistral          |
| 1998               | Brest (Francia)          | Medalla de oro    | Mistral          |
| 1999               | Numea (Francia)          | Medalla de oro    | Mistral          |
| 2002               | Pattaya (Tailandia)      | Medalla de oro    | Mistral          |
| 2003               | Cádiz (España)           | Medalla de plata  | Mistral          |
| 2004               | Esmirna (Turquía)        | Medalla de plata  | Mistral          |

| Campeonato Mundial | Campeonato Mundial       | Campeonato Mundial | Campeonato Mundial |
| Año                | Lugar                    | Medalla            | Clase              |
| ------------------ | ------------------------ | ------------------ | ------------------ |
| 2007               | Cascaes (Portugal)       | Medalla de plata   | RS:X               |
| 2008               | Auckland (Nueva Zelanda) | Medalla de plata   | RS:X               |